# مومین‌ها و تعقیب ستاره دنباله‌دار
مومین‌ها و تعقیب ستارهٔ دنباله‌دار (انگلیسی: Moomins and the Comet Chase) یک پویانمایی استاپ‌موشن خیال‌پردازانه و ماجراجویی کودکان به کارگردانی ماریا لیندبری است که در سال ۲۰۱۰ منتشر شد.

## صداپیشگان نسخهٔ بین‌المللی
- ماکس فون سیدو (راوی)
- استلان اسکاشگورد
- الکساندر اسکاشگورد
- پیتر استورماره
- مس میکلسن
- هلنا متسون
- تانلی ماکلا